# びわ湖温泉
びわ湖温泉（びわこおんせん）は、かつて滋賀県大津市茶が崎にあった温泉。茶が崎温泉とも呼ばれた。当項では唯一の温泉宿泊施設だったびわ湖温泉 紅葉（びわこおんせん こうよう）および前身の施設についても記述する。

## 泉質
- アルカリ性単純温泉
  - 源泉温度34.3℃

## 効能
- 神経痛、リウマチ、創傷、筋肉痛、関節痛

## びわ湖温泉 紅葉
びわ湖温泉 紅葉（びわこおんせん こうよう）はかつて滋賀県大津市に所在した温泉旅館。閉業時の運営会社は、京都市に本部を置くジャパンレジャーサービスグループ (JLS) の子会社・びわ湖紅葉株式会社（旧「琵琶湖リゾートホテル株式会社」）。
1946年（昭和21年）、紅葉館（）として開業し、1964年（昭和39年）、ホテル紅葉（ホテルこうよう）と改称。1993年（平成5年）10月に内装を和式に改装した旅亭 紅葉（りょてい こうよう）としてリニューアルオープンし、その後施設名をびわ湖温泉 紅葉（びわこおんせん こうよう）に改めたが、2013年（平成25年）1月31日をもって閉館した。

### 施設・サービス
- 琵琶湖に面した露天風呂があった。
  - 2007年（平成19年）9月14日には琵琶湖に面したレストラン『湖彩・湖眺』がオープンした。
- 宿泊客の送迎に、前部に牛頭をあしらった「牛車」タイプの送迎マイクロバスを使用していた。のちに一般的な外装の送迎車に代わった。

### 沿革
1966年（昭和41年）、隣接地に遊園地・びわ湖温泉紅葉パラダイス（のちのびわ湖パラダイス）が開業し、周辺は2つの施設を核としたレジャーランドとなった。ホテル紅葉は同園内において、ヨーロッパ製の鉄道車両を用いた列車ホテルも営業していた。びわ湖パラダイスは1998年（平成10年）12月に閉園した（閉園後の状況等はリンク先参照）。
2006年（平成18年）3月1日、運営主体・丸玉観光株式会社（京都市）が倒産（特別清算）。ホテル改装と「びわ湖パラダイス」の不振などによる負債を抱えたため。これに先立ち、丸玉観光はJLSに「旅亭 紅葉」を売却した。
2011年（平成23年）6月期の売上高は24億円、純利益は6,700万円。
2012年（平成24年）10月、運営会社は同ホテルを2013年1月末に閉館すると発表。改装などで集客増を図ったものの好転しなかったうえ、建物自体の老朽化が進んだためとしている。閉館後、約200名の従業員は解雇され、建物は隣接の賃貸マンションとともに解体された。
跡地は一体的な再開発がなされ、スーパーマーケット「バロー茶が崎店」（2016年（平成28年）12月16日開店）とマンション「プレサンスレジェンド琵琶湖」（2018年（平成30年）5月竣工）が建設された。

### テレビCM
「ホテル紅葉」時代は、同ホテルおよび「紅葉パラダイス」や「びわ湖パラダイス」のテレビCMが盛んに放送されていた。特に前者はテレビ朝日系列のスポーツ中継枠『ビッグスポーツ』などのスポンサーについたことで全国で放送され、玉井京子の歌唱による曲調が歌謡曲調から突然演歌調に変わるCMソングが知られた。
「旅亭 紅葉」に改称した後もテレビCMの放送は続いたが、こちらは全国ネットの番組では放送されず、玉井の楽曲も使用していない。